# Artik & Asti
Artik & Asti («Артик и Асти») — украинская поп-группа, основанная в 2010 году продюсером и исполнителем Артёмом Умрихиным. В состав группы входит Artik (Артём Умрихин) и Seville (Севиль Велиева).

## История
В 2010 году продюсер Артём Умрихин задумал создать новый музыкальный проект, но для этого ему нужна была вокалистка. В интернете он наткнулся на запись Анны Дзюбы и предложил ей сотрудничество. В музыкальной студии в Киеве они записали первую совместную композицию. Первой песней Artik & Asti стала композиция «Антистресс». Вторая песня «Моя последняя надежда» попала в радиоротацию и принесла коллективу известность. Клип на песню за несколько месяцев набрал на YouTube около 1,5 миллионов просмотров. Третий сингл группы «Облака» вошёл в сотню самых ротируемых песен России. В 2013 году вышла композиция «Сладкий сон», клип на которую набрал более двух миллионов просмотров на YouTube. Группа много выступала с гастролями в России и в Европе.
В 2013 году вышел дебютный альбом группы «#РайОдинНаДвоих». 26 февраля 2014 года на канале StarPro в YouTube состоялась премьера клипа на песню «Очень-очень», съёмки которого проходили в Израиле под руководством режиссёра Инди Хаита.
13 февраля 2015 года на лейблах Self Made Music и Warner Music Russia состоялся релиз второго альбома «Здесь и сейчас», в который вошли 12 песен. Альбом занял четвёртую строчку в российском отделении iTunes и по данным Яндекс. Музыки и Яндекс.Радио он стал одним из самых популярных в России в 2015 году. В апреле группа сняла клип на песню «Никому не отдам» из альбома «Здесь и сейчас». В августе коллектив выпустил видео на композицию «Кто я тебе?», снятое в Нью-Йорке. 9 октября в московском клубе Red состоялся большой сольный концерт группы.
18 февраля 2016 года в Duran Bar группа презентовала клип на песню «Тебе всё можно», которая стала одним из самых скачиваемых треков из альбома «Здесь и сейчас». Режиссёр Рина Касюра решила снять видеоклип в духе фильма «50 оттенков серого». Главные роли в клипе исполнили актриса Агния Дитковските и артист балета Айхан Шинжин. 10 июня коллектив был номинирован на Премию Муз-ТВ в категории «Прорыв года», но уступил певцу Alekseev. 8 июля в iTunes состоялся релиз сингла «Я твоя». 8 августа дуэт представил лирик-видео, которое собрало более 1,5 млн просмотров. В том же месяце прошли съёмки клипа, режиссёром которого выступил Юджин. Премьера видео состоялась в сентябре. В ролике снялась модель и телеведущая Мария Лиман. В октябре Artik & Asti совместно с группой «Марсель» выпустили клип на песню «Не отдам». 1 октября коллектив дал большой сольный концерт в московском зале «Известия Hall» в рамках тура «#ТебеВсёМожно». 19 ноября дуэт получил награду «Золотой граммофон» за композицию «Тебе всё можно».
16 марта 2017 года группа получила награду на церемонии Top Hit Music Awards в категории «Радиовзлёт 2016 года». 22 марта в онлайн-магазине iTunes открылся предзаказ третьего альбома коллектива «Номер 1», в поддержку которого были выпущены сингл и лирик-видео «Неделимы». Трек дебютировал под вторым номером в чарте российского отделения ITunes. 21 апреля состоялся релиз альбома «Номер 1», в который вошли 13 композиций. Пластинка возглавила альбомный хит-парад российского iTunes, а песня «Ангел» с этого альбома попала на десятую строчку песенного чарта. 2 мая дуэт представил видео на композицию «Неделимы». 27 мая Artik & Asti были номинированы на премию телеканала RU.TV в категории «Лучшая группа», но уступили группе «Руки вверх!». 26 июля вышел клип на совместную песню с певицей Глюкозой «Пахну лишь тобой», режиссёром которого выступил Макс Китаев. В сентябре песня «Неделимы» была признана одной из самых популярных песен лета по версии «Яндекс.Музыки». 23 сентября коллектив был признан группой года на «Реальной премии MusicBox». В декабре по итогам «Яндекс.Музыки» трек «Неделимы» стал одним из наиболее прослушиваемых песен 2017 года. 22 декабря группа выпустила видео на композицию «Номер 1».
В январе 2018 года Artik & Asti были номинированы на премию «Звуковая дорожка», проводимую газетой «Московский комсомолец», в категории «Лучшая группа», а песня «Неделимы» заняла девятую строчку в рейтинге 10 лучших песен 2017 года по версии читателей «Московского комсомольца». 11 апреля группа получила награду Top Hit Music Awards за сингл «Неделимы», который одержал победу в номинации «Лучшая песня (смешанный вокал)». 8 июня коллектив был признан лучшей поп-группой на Премии Муз-ТВ. 14 августа группа выпустила видеоклип на композицию «Ангел». 6 ноября артист лейбла Black Star Inc. Миша Марвин выпустил мини-альбом «Чувствуй», в который вошёл трек «Вдвоём», записанный совместно с Artik & Asti. В конце декабря группа представила концертный альбом «Live в A2 Green Concert» который был записан во время концерта в Санкт-Петербурге в рамках программы «Номер 1», состоявшегося в начале лета 2018 года.
15 февраля 2019 года состоялся релиз сингла «Грустный дэнс», записанного при участии Артёма Качера. Трек пользовался широкой популярностью, удерживаясь на вершинах таких стриминговых сервисов, как «Яндекс.Музыка» и Apple Music. 29 марта был представлен видеоклип на эту песню, который за несколько дней набрал 700 тысяч просмотров на YouTube. В тот же день состоялась премьера первой части мини-альбома «7 (Part 1)», выпущенного на лейбле Self Made Music. 30 марта в «Главклубе Green Concert» состоялась концертная презентация альбома, которая также была приурочена к семилетию творческой деятельности коллектива. 25 мая Artik & Asti были признаны лучшей группой года на Премии телеканала RU.TV. 7 июня дуэт одержал победу на Премии Муз-ТВ в номинации «Лучшая поп-группа». 3 июля коллектив совместно с рэпером Джиганом выпустил песню «Таких не бывает», которая вошла в альбом Джигана «Край рая». 30 августа Artik & Asti представили видео на композицию «Под гипнозом», выпущенную в марте и занимавшую высокие строчки в хит-парадах. Режиссёром клипа выступил Алан Бадоев. 23 ноября группа удостоилась награды «Золотой граммофон» за песню «Грустный дэнс». В декабря эта композиция была признана самой популярной песней в России по версии Apple Music. «Грустный дэнс» также стал шестым треком, который чаще всего искали в приложении Shazam. 13 декабря состоялась премьера новой версии песни группы «Руки вверх!» «Полечу за тобой», в записи которой приняли участие Artik & Asti.
7 февраля 2020 года Artik & Asti выпустили мини-альбом «7 (Part 2)», в который вошли семь треков. Альбом возглавил хит-парад Apple Music, а сингл «Девочка танцуй», вошедший в пластинку, занимал лидирующие позиции в чартах «Яндекс.Музыки», Apple Music и Zvooq.online. 21 февраля группа стала лауреатом премии «Новое радио Awards», получив награды в категориях «Лучший альбом» и «Лучшая коллаборация» за песню «Грустный дэнс». 18 марта коллектив совместно со Стасом Михайловым выпустил сингл «Возьми мою руку». 27 апреля Artik & Asti наряду с другими исполнителями приняли участие в записи гимна-благодарности врачам и медицинским работникам «Спасибо докторам». 30 сентября состоялась премьера клипа на совместную песню со Стасом Михайловым «Возьми мою руку», режиссёром которого выступил Юджин. 9 октября Artik & Asti и «Руки вверх» представили сингл «Москва не верит слезам», который вышел на лейбле Warner Music Russia, а 11 ноября состоялась премьера видео, снятого Артёмом Сотником.
12 марта 2021 года состоялся релиз мини-альбома «Миллениум», в который вошли четыре композиции. 16 марта группа выпустила видео на заглавную песню альбома «Истеричка», снятое Аланом Бадоевым. Альбом и сингл имели успех, возглавив, в частности, альбомный и песенный чарт российского отделения Apple Music, а также ряд других хит-парадов. В марте Artik & Asti стали звёздными ведущими одного из выпусков тревел-шоу «Орёл и решка». 4 апреля на музыкальной премии «Жара Music Awards» коллектив получил награду в номинации «Альбом года» за пластинку «7 (Part 2)» и в номинации «Видео года» за клип «Девочка, танцуй!». 19 апреля Artik & Asti были признаны лучшей группой на церемонии Top Hit Music Awards, а композиция «Девочка, танцуй!» одержала победу в категории «Лучшая песня (смешанный вокал)». 22 мая на премии телеканала RU.TV коллектив признали лучшей группой года, а трек «Девочка, танцуй!» — лучшей песней. 4 июня дуэт получил награду за альбом «7 (Part 1)» на Премии Муз-ТВ 2021. 16 июля группа выпустила сингл «Градусы» совместно с Дмитрием Маликовым, а 23 июля состоялся релиз альбома «Миллениум X», в который вошли девять треков. Пластинка дебютировала под третьим номером в хит-параде Apple Music, а заглавный трек диска «Она не я» добрался до второй строчки. Альбом больше месяца находился в первой тройке чарта, а в начале сентября ему удалось занять в нём первое место. В августе Artik & Asti впервые за десять лет дали большой концерт в Киеве на сцене КВЦ «Парковый». 29 октября коллектив выпустил кавер-версию композиции Димы Билана «Я так люблю тебя», которая вошла в трибьют-альбом «13 друзей Билана». 2 ноября Артём Умрихин объявил об уходе Анны Дзюбы из группы, поскольку вокалистка решила заняться сольной карьерой. 5 ноября коллектив совместно с французским продюсером Давидом Геттой и американским рэпером A Boogie wit da Hoodie выпустил сингл «Family», который стал последней работой Анны Дзюбы в составе группы. В конце ноября пластинка «Миллениум X» заняла восьмую строчку в рейтинге 10 лучших альбомов 2021 года в России по версии Apple Music.
21 января 2022 года состоялась премьера трека «Гармония», записанного с новой солисткой Севиль Велиевой. Сингл возглавил хит-парады стриминговых сервисов Apple Music и Spotify. 22 июля того же года группа выпустила сингл «CO2», записанный совместно с DJ Smash. В тот же день был выпущен клип, снятый режиссёром Катей Як. 30 декабря музыкальный портал TopHit назвал Artik & Asti лучшей группой года, а трек «Гармония» был признан одним из лучших радиохитов года. 10 февраля 2023 года дуэт представил песню «Кукла», а также минутный сниппет композиции «Быть счастливой». 13 февраля состоялась премьера клипа на песню «Кукла». Трек дебютировал под вторым номером в хит-параде сервиса «Яндекс.Музыка», под седьмым — в VK Music и под тринадцатым — в Apple Music. 30 июня был представлен трек «За горизонт», записанный совместно с Мотом.

## Состав группы
| Период                 | Состав                | Состав            |
| ---------------------- | --------------------- | ----------------- |
| 2010 — 2021            | Артем Умрихин (Artik) | Анна Дзюба (Asti) |
| 2022 — настоящее время | Артем Умрихин (Artik) | Севиль Велиева    |

### Текущие участники
- Артём Умрихин (Artik) — вокал, продакшен (2010—настоящее время)
- Севиль Велиева — вокал (2022—настоящее время)

Артём Игоревич Умрихин (Artik) родился 9 декабря 1985 года в городе Запорожье. В возрасте 11 лет увлёкся хип-хопом. Свои первые записи он сделал в 1997 году. Выступал в местных клубах. В 2003 году он основал группу «Караты» и переехал в Киев. Его группа сразу стала популярной. Позднее Artik сотрудничал со многими известными исполнителями, среди которых Юлия Савичева, Анна Седокова, Dj Smash, Иван Дорн.
21 января 2022 была представлена новая солистка группы Севиль Велиева, заменившая Анну Дзюбу. Велиева родилась 20 ноября 1992 года в Узбекистане. В 1995 году вместе с семьёй переехала в Симферополь. По национальности — крымская татарка. Музыкального образования не имеет. В детстве занималась различными видами спорта, включая стрельбу и лёгкую атлетику. Более пяти лет посещала школу единоборств в секции шотокан-карате, входила в состав сборной Украины, однако из-за травмы была вынуждена оставить спорт. Окончила историко-филологический факультет Крымского инженерно-педагогического университета, имеет степень магистра филологических наук. В студенческие годы состояла в университетской команде КВН «Люди Т», принимала участие в различных творческих конкурсах. Участвовала в украинских музыкальных телепроектах «Суперзвезда» и «X-Фактор», в 2014 году была участницей третьего сезона российской версии вокального шоу «Голос», где её наставниками были Леонид Агутин и Дима Билан, но до финала Велиевой дойти не удалось. В 2024 году принимала участие в пятом сезоне шоу «Маска», где была в маске Енота. В шоу дошла до финала, который состоялся 5 мая 2024 года, и победила.

### Бывшие участники
- Анна Дзюба (Asti) — вокал (2010—2021)

## Дискография

### Студийные альбомы
| №                   | Название                | Длительность |
| ------------------- | ----------------------- | ------------ |
| 1.                  | «Антистресс»            | 2:52         |
| 2.                  | «Облака»                | 3:38         |
| 3.                  | «Сладкий сон»           | 3:19         |
| 4.                  | «Больше, чем любовь»    | 2:54         |
| 5.                  | «Очень-очень»           | 3:00         |
| 6.                  | «До утра»               | 3:30         |
| 7.                  | «На край земли»         | 3:17         |
| 8.                  | «Атом» (feat. DJ Smash) | 3:47         |
| 9.                  | «Один на миллион»       | 2:58         |
| 10.                 | «Осколки»               | 4:29         |
| 11.                 | «Держи меня крепче»     | 3:29         |
| 12.                 | «Моя последняя надежда» | 3:15         |
| Общая длительность: | Общая длительность:     | 37:88        |

| №                   | Название                                       | Длительность |
| ------------------- | ---------------------------------------------- | ------------ |
| 1.                  | «Здесь и сейчас»                               | 3:09         |
| 2.                  | «Поцелуи»                                      | 4:09         |
| 3.                  | «Половина»                                     | 3:07         |
| 4.                  | «Необыкновенная»                               | 3:22         |
| 5.                  | «Никому не отдам»                              | 3:36         |
| 6.                  | «Небо над Москвой» (feat. DJ LOYZA)            | 2:59         |
| 7.                  | «Сто причин»                                   | 3:53         |
| 8.                  | «Зима»                                         | 3:21         |
| 9.                  | «Тебе всё можно»                               | 4:03         |
| 10.                 | «Помню»                                        | 3:35         |
| 11.                 | «Так было»                                     | 3:24         |
| 12.                 | «Кто я тебе?»                                  | 3:08         |
| 13.                 | «Половина» (DICAPRI Remix)                     | 5:04         |
| 14.                 | «Никому не отдам» (DJ Vincent & DJ Diaz Remix) | 5:22         |
| 15.                 | «Тебе всё можно» (Radio Edit)                  | 4:06         |
| 16.                 | «Кто я тебе?!» (Diggo & Dizza Remix)           | 5:23         |
| 17.                 | «Кто я тебе?!» (Santi & Rebets Radio Edit)     | 2:54         |
| 18.                 | «Кто я тебе?!» (Tobie Bryant Remix)            | 5:07         |
| 19.                 | «Кто я тебе?!» (Original Voice)                | 3:08         |
| 20.                 | «Тебе всё можно» (XDMX Remix)                  | 4:41         |
| Общая длительность: | Общая длительность:                            | 39:86        |

| №                   | Название                     | Длительность |
| ------------------- | ---------------------------- | ------------ |
| 1.                  | «Номер 1»                    | 2:58         |
| 2.                  | «Таких не бывает»            | 3:00         |
| 3.                  | «До последнего вздоха»       | 3:13         |
| 4.                  | «Я твоя»                     | 3:28         |
| 5.                  | «Тебе одному»                | 3:52         |
| 6.                  | «Неделимы»                   | 3:26         |
| 7.                  | «Любовь никогда не умрёт»    | 4:04         |
| 8.                  | «Мы будем вместе»            | 3:06         |
| 9.                  | «Ангел»                      | 3:47         |
| 10.                 | «От тебя»                    | 3:08         |
| 11.                 | «Когда ты со мной»           | 3:27         |
| 12.                 | «Зачем я тебе?!»             | 3:27         |
| 13.                 | «Lips On Mine» (Bonus Track) | 3:42         |
| Общая длительность: | Общая длительность:          | 42:38        |

| №                   | Название            | Длительность |
| ------------------- | ------------------- | ------------ |
| 1.                  | «Она не я»          | 3:34         |
| 2.                  | «Истеричка»         | 3:42         |
| 3.                  | «Бла Бла»           | 3:37         |
| 4.                  | «Лампочки»          | 3:16         |
| 5.                  | «Любовь после тебя» | 4:05         |
| 6.                  | «Голову кружу»      | 3:05         |
| 7.                  | «Фурия»             | 3:46         |
| 8.                  | «Буду одна»         | 3:18         |
| 9.                  | «Миллениум»         | 3:11         |
| Общая длительность: | Общая длительность: | 30:14        |

### Мини-альбомы
| Название            | Информация                                                                                         | Примечание |
| ------------------- | -------------------------------------------------------------------------------------------------- | --- |
| 7 (Part 1)          | - Релиз: 29 марта 2019 - Лейбл: Self Made Music / Warner Music - Формат: CD, Цифровая дистрибуция  | - Трек-лист (ссылка) |
| 7 (Part 2)          | - Релиз: 7 февраля 2020 - Лейбл: Self Made Music / Warner Music - Формат: CD, Цифровая дистрибуция | - Трек-лист (ссылка) |
| Качели              | - Релиз: 9 февраля 2024 - Лейбл: Self Made Music - Формат: Цифровая дистрибуция                    | \| № \| Название \| Длительность \| \| ------------------- \| ----------------------- \| ------------ \| \| 1. \| «Качели» \| 3:46 \| \| 2. \| «На ножах» \| 3:01 \| \| 3. \| «Та, что делает больно» \| 3:21 \| \| 4. \| «Только раз» \| 2:42 \| \| 5. \| «Вселенная» \| 3:56 \| \| Общая длительность: \| Общая длительность: \| 15:23 \| |
| №                   | Название                                                                                           | Длительность |
| 1.                  | «Качели»                                                                                           | 3:46 |
| 2.                  | «На ножах»                                                                                         | 3:01 |
| 3.                  | «Та, что делает больно»                                                                            | 3:21 |
| 4.                  | «Только раз»                                                                                       | 2:42 |
| 5.                  | «Вселенная»                                                                                        | 3:56 |
| Общая длительность: | Общая длительность:                                                                                | 15:23 |

### Официальные синглы
| Год  | Сингл                   | Альбом                                 |
| ---- | ----------------------- | -------------------------------------- |
| 2011 | «Моя последняя надежда» | #РайОдинНаДвоих                        |
| 2012 | «Облака»                | #РайОдинНаДвоих                        |
| 2013 | «Сладкий сон»           | #РайОдинНаДвоих                        |
| 2013 | «Держи меня крепче»     | #РайОдинНаДвоих                        |
| 2013 | «На край земли»         | #РайОдинНаДвоих                        |
| 2013 | «Больше, чем любовь»    | #РайОдинНаДвоих                        |
| 2014 | «Очень-очень»           | #РайОдинНаДвоих                        |
| 2014 | «Половина»              | Здесь и сейчас                         |
| 2014 | «Никому не отдам»       | Здесь и сейчас                         |
| 2015 | «Кто я тебе?»           | Здесь и сейчас                         |
| 2015 | «Тебе всё можно»        | Здесь и сейчас                         |
| 2016 | «Я твоя»                | Номер 1                                |
| 2017 | «Неделимы»              | Номер 1                                |
| 2017 | «Номер 1»               | Номер 1                                |
| 2018 | «Зачем я тебе?!»        | Номер 1                                |
| 2018 | «Ангел»                 | Номер 1                                |
| 2018 | «Невероятно»            | без альбома                            |
| 2020 | «Девочка танцуй»        | 7 (Part 2)                             |
| 2021 | «Истеричка»             | Миллениум Х                            |
| 2021 | «Она не я»              | Миллениум Х                            |
| 2021 | «Я так люблю тебя»      | 13 друзей Билана (сборник Димы Билана) |
| 2022 | «Гармония»              | TBA                                    |
| 2023 | «Кукла»                 | TBA                                    |
| 2023 | «Вселенная»             | Качели                                 |
| 2024 | «Качели»                | Качели                                 |
| 2024 | «Та, что делает больно» | Качели                                 |
| 2025 | «Быть счастливой»       | TBA                                    |
| 2025 | «Модный поп»            | TBA                                    |
| 2026 | «Карма»                 | TBA                                    |

### При участииArtik & Asti
| Год  | Название | Альбом                                         |
| ---- | --- | ---------------------------------------------- |
| 2016 | «Меланхолия» (Интонация feat. Artik & Asti)                                                                                         | Не отступай (альбом гр. Интонация)             |
| 2016 | «Не отдам» (Марсель feat. Artik & Asti)                                                                                             | О любви, печали и радости (альбом гр. Марсель) |
| 2017 | «Пахну лишь тобой» (Глюк’oZa feat. Artik & Asti)                                                                                    | без альбома                                    |
| 2018 | «Азербайджан» (EMIN, Алекс Малиновский, Эмиль Кадыров, Глюк’oZa, Александр Панайотов, Тимур Родригез и Bahh Tee feat. Artik & Asti) | ЖАРА’18                                        |
| 2018 | «Вдвоём» (Миша Марвин feat. Artik & Asti)                                                                                           | Чувствуй — EP (альбом Миши Марвина)            |
| 2019 | «Грустный дэнс» (Artik & Asti feat. Артём Качер)                                                                                    | 7 (Part 1)                                     |
| 2019 | «Таких не бывает» (Джиган feat. Artik & Asti)                                                                                       | Край рая (альбом Джигана)                      |
| 2019 | «Моя вина» (ST feat. Artik & Asti)                                                                                                  | Поэт дуэт (альбом ST)                          |
| 2019 | «Полечу за тобою» (Руки Вверх! feat. Artik & Asti)                                                                                  | без альбома                                    |
| 2020 | «Возьми мою руку» (Стас Михайлов feat. Artik & Asti)                                                                                | без альбома                                    |
| 2020 | «Спасибо докторам» (Разные артисты feat. Artik & Asti)                                                                              | без альбома                                    |
| 2020 | «Капелькою» (DJ Loyza & Валерия feat. Artik & Asti)                                                                                 | без альбома                                    |
| 2020 | «Мы в Солярисе» (DJ Leonid Rudenko feat. Artik & Asti)                                                                              | без альбома                                    |
| 2020 | «Не все герои носят плащи» (Разные артисты feat. Artik & Asti)                                                                      | без альбома                                    |
| 2020 | «Москва не верит слезам» (Руки Вверх! feat. Artik & Asti)                                                                           | без альбома                                    |
| 2021 | «Танцуй» (Ханза & QWEEK feat. Artik & Asti)                                                                                         | без альбома                                    |
| 2021 | «Молча» (Артем Качер feat. Artik & Asti)                                                                                            | КАЧЕР (альбом Артема Качера)                   |
| 2021 | «МамаМия» (Jah Khalib feat. Artik & Asti)                                                                                           | Desert Eagle (альбом Jah Khalib)               |
| 2021 | «Градусы» (Дмитрий Маликов feat. Artik & Asti)                                                                                      | без альбома                                    |
| 2021 | «Family» (David Guetta feat. Artik & Asti & A Boogie wit da Hoodie)                                                                 | без альбома                                    |
| 2022 | «CO2» (DJ Smash feat. Artik & Asti)                                                                                                 | MIU MЯU (альбом DJ Smash)                      |
| 2023 | «Мир сошёл с ума» (Mars Deimos feat. Artik & Asti)                                                                                  | TBA                                            |
| 2023 | «За горизонт» (Мот feat. Artik & Asti)                                                                                              | TBA                                            |
| 2024 | «Nobody Like You» (NICK RIIN feat. Artik & Asti)                                                                                    | без альбома                                    |
| 2024 | «Худи» (Джиган, Niletto feat. Artik & Asti)                                                                                         | без альбома                                    |
| 2025 | «Я буду ждать тебя» (Стас Михайлов feat. Artik & Asti)                                                                              | без альбома                                    |

## Видеография
| Год                           | Клип                                              | Режиссёр                           | Состав                                           | Альбом                                     |
| ----------------------------- | ------------------------------------------------- | ---------------------------------- | ------------------------------------------------ | ------------------------------------------ |
| 2011                          | «Моя последняя надежда»                           | А. И. Лисенков                     | Артём Умрихин (ARTIK) и Анна Дзюба (ASTI)        | #РайОдинНаДвоих                            |
| 2012                          | «Облака»                                          | Артём Умрихин (Artik)              | Артём Умрихин (ARTIK) и Анна Дзюба (ASTI)        | #РайОдинНаДвоих                            |
| 2013                          | «Сладкий сон»                                     | Алексей Фигуров                    | Артём Умрихин (ARTIK) и Анна Дзюба (ASTI)        | #РайОдинНаДвоих                            |
| 2013                          | «Держи меня крепче»                               | Станислав Морозов                  | Артём Умрихин (ARTIK) и Анна Дзюба (ASTI)        | #РайОдинНаДвоих                            |
| 2013                          | «На край земли»                                   | Indy Hait                          | Артём Умрихин (ARTIK) и Анна Дзюба (ASTI)        | #РайОдинНаДвоих                            |
| 2013                          | «Больше, чем любовь»                              | Станислав Морозов                  | Артём Умрихин (ARTIK) и Анна Дзюба (ASTI)        | #РайОдинНаДвоих                            |
| 2014                          | «Очень-очень»                                     | Indy Hait                          | Артём Умрихин (ARTIK) и Анна Дзюба (ASTI)        | #РайОдинНаДвоих                            |
| 2014                          | «Половина»                                        | Павел Худяков                      | Анна Дзюба (ASTI)                                | Здесь и сейчаc                             |
| 2014                          | «Никому не отдам»                                 | Алексей Веренчик                   | Артём Умрихин (ARTIK) и Анна Дзюба (ASTI)        | Здесь и сейчаc                             |
| 2015                          | «Кто я тебе?»                                     | Надежда Беджанова                  | Артём Умрихин (ARTIK) и Анна Дзюба (ASTI)        | Здесь и сейчаc                             |
| 2015                          | «Тебе всё можно»                                  | Рина Касюра                        | Артём Умрихин (ARTIK) и Анна Дзюба (ASTI)        | Здесь и сейчаc                             |
| 2016                          | «Я твоя»                                          | Юджин                              | Артём Умрихин (ARTIK) и Анна Дзюба (ASTI)        | Номер 1                                    |
| 2016                          | «Не отдам» (feat. Марсель)                        | Юджин                              | Артём Умрихин (ARTIK) и Анна Дзюба (ASTI)        | О любви, печали и радости (альбом Марсель) |
| 2017                          | «Неделимы»                                        | Алексей Голубев                    | Артём Умрихин (ARTIK) и Анна Дзюба (ASTI)        | Номер 1                                    |
| 2017                          | «Пахну лишь тобой» (feat.Глюк’oZa)                | Макс Китаев                        | Артём Умрихин (ARTIK) и Анна Дзюба (ASTI)        | без альбома                                |
| 2017                          | «Номер 1»                                         | Симон Сапричян                     | Анна Дзюба (ASTI)                                | Номер 1                                    |
| 2018                          | «Зачем я тебе?!»                                  | Дмитрий Литвиненко                 | Артём Умрихин (ARTIK) и Анна Дзюба (ASTI)        | Номер 1                                    |
| 2018                          | «Ангел»                                           | Mareta Keligova                    | Артём Умрихин (ARTIK) и Анна Дзюба (ASTI)        | Номер 1                                    |
| 2018                          | «Невероятно»                                      | Simon, Павел Худяков               | Артём Умрихин (ARTIK) и Анна Дзюба (ASTI)        | без альбома                                |
| 2019                          | «Грустный дэнс» (feat. Артем Качер)               | VISNU                              | Артём Умрихин (ARTIK) и Анна Дзюба (ASTI)        | 7 (Part 1)                                 |
| 2019                          | «Под гипнозом»                                    | Алан Бадоев                        | Артём Умрихин (ARTIK) и Анна Дзюба (ASTI)        | 7 (Part 1)                                 |
| 2019                          | «Таких не бывает» (feat. Джиган)                  | Алексей Голубев                    | Артём Умрихин (ARTIK) и Анна Дзюба (ASTI)        | Край рая (альбом Джигана)                  |
| 2020                          | «Девочка танцуй»                                  | Алан Бадоев                        | Артём Умрихин (ARTIK) и Анна Дзюба (ASTI)        | 7 (Part 2)                                 |
| 2020                          | «Мы в Солярисе» (feat. DJ Leonid Rudenko)         | неизвестно                         | Артём Умрихин (ARTIK) и Анна Дзюба (ASTI)        | без альбома                                |
| 2020                          | «Не все герои носят плащи» (feat. Разные артисты) | неизвестно                         | Артём Умрихин (ARTIK) и Анна Дзюба (ASTI)        | без альбома                                |
| 2020                          | «Спасибо докторам» (feat. Разные артисты)         | неизвестно                         | Артём Умрихин (ARTIK) и Анна Дзюба (ASTI)        | без альбома                                |
| 2020                          | «Возьми мою руку» (feat. Стас Михайлов)           | Юджин                              | Артём Умрихин (ARTIK) и Анна Дзюба (ASTI)        | без альбома                                |
| 2020                          | «Москва не верит слезам» (feat. Руки Вверх!)      | Артём Сотник                       | Артём Умрихин (ARTIK) и Анна Дзюба (ASTI)        | без альбома                                |
| 2021                          | «Истеричка»                                       | Алан Бадоев                        | Артём Умрихин (ARTIK) и Анна Дзюба (ASTI)        | Миллениум Х                                |
| 2021                          | «МамаМия» (feat. Jah Khalib)                      | Аймат Ракхматов                    | Артём Умрихин (ARTIK) и Анна Дзюба (ASTI)        | Desert Eagle (альбом Jah Khalib)           |
| 2021                          | «Она не я»                                        | Алан Бадоев                        | Артём Умрихин (ARTIK) и Анна Дзюба (ASTI)        | Миллениум Х                                |
| 2022                          | «Гармония»                                        | Юрий Катунский                     | Артём Умрихин (ARTIK) и Севиль Велиева (SEVILLE) | TBA                                        |
| 2022                          | «CO2» (feat. DJ Smash)                            | Катерина Як                        | Артём Умрихин (ARTIK) и Севиль Велиева (SEVILLE) | MIU MЯU (альбом DJ Smash)                  |
| 2023                          | «Кукла»                                           | Саша Сахарная и Николай С.-Француз | Артём Умрихин (ARTIK) и Севиль Велиева (SEVILLE) | TBA                                        |
| 2023                          | «Мир сошёл с ума» (feat. Mars Deimos)             | Эльвин Фомин                       | Севиль Валиева (SEVILLE)                         | TBA                                        |
| 2023                          | «Вселенная»                                       | Юджин                              | Севиль Валиева (SEVILLE)                         | Качели                                     |
| 2024                          | «Качели»                                          | Саша Сахарная и Николай С.-Француз | Артём Умрихин (ARTIK) и Севиль Велиева (SEVILLE) | Качели                                     |
| 2024                          | «Та, что делает больно»                           | Дарья Гущина                       | Севиль Валиева (SEVILLE)                         | Качели                                     |
| 2024                          | «Nobody Like You» (feat. NICK RIIN)               | Катерина Як                        | Севиль Валиева (SEVILLE)                         | без альбома                                |
| 2024                          | «Худи» (feat. Джиган и Niletto)                   | неизвестно                         | Севиль Валиева (SEVILLE)                         | без альбома                                |
| 2025                          | «Быть счастливой»                                 | Саша Сахарная и Марк Ермилов       | Севиль Валиева (SEVILLE)                         | TBA                                        |
| 2025                          | «Я буду ждать тебя» (feat. Стас Михайлов)         | неизвестно                         | Севиль Валиева (SEVILLE)                         | без альбома                                |
| Участие у других исполнителей |                                                   |                                    |                                                  |                                            |
| 2021                          | «Бабки есть» (клип Юркисса)                       | неизвестно                         | неизвестно                                       | без альбома                                |

## Чарты
| Год  | Название                                | Чарты                      | Чарты                              | Чарты                              | Чарты                                       | Чарты                               | Чарты                             | Чарты                      | Чарты                      | Альбом                                          |
| Год  | Название                                | СНГ (Tophit Общий Топ-100) | Россия (Tophit Российский Топ-100) | Россия (Tophit Московский Топ-100) | Россия (Tophit Санкт-Петербургский Топ-100) | Украина (Tophit Украинский Топ-100) | Украина (Tophit Киевский Топ-100) | Audience Choice TopHit 100 | СНГ (Tophit Годовой общий) | Альбом                                          |
| ---- | --------------------------------------- | -------------------------- | ---------------------------------- | ---------------------------------- | ------------------------------------------- | ----------------------------------- | --------------------------------- | -------------------------- | -------------------------- | ----------------------------------------------- |
| 2014 | «Половина»                              | 80                         | 117                                | 100                                | —                                           | 78                                  | 25                                | 6                          | —                          | Здесь и сейчас                                  |
| 2016 | «Тебе всё можно»                        | 27                         | 31                                 | 34                                 | 19                                          | 132                                 | —                                 | 13                         | —                          | Здесь и сейчас                                  |
| 2016 | «Я твоя»                                | 68                         | 77                                 | 70                                 | 53                                          | —                                   | —                                 | 4                          | —                          | Номер 1                                         |
| 2016 | «Не отдам» (Марсель feat. Artik & Asti) | —                          | —                                  | —                                  | —                                           | —                                   | —                                 | 76                         | —                          | О любви, печали и радости(альбом гр. «Марсель») |
| 2017 | «Неделимы»                              | 1                          | 1                                  | 9                                  | —                                           | 461                                 | 937                               | 9                          | —                          | Номер 1                                         |

«—» песня отсутствовала в чарте

## Список наград и номинаций
2014 год
- Номинанты премии «Russian MusicBox» в номинации «Лучшая раскрутка».

2015 год
- «Ежегодная музыкальная премия», победа в номинации «Лучший Поп-Проект».
- Номинанты премии «Russian MusicBox» в номинации «Dance Года» за песню «Никому не отдам».
- Альбом «Здесь и сейчас» получил статус трижды платинового релиза в России.

2016 год
- Премия «Золотой граммофон» за песню «Тебе всё можно».
- Премия «Top Hit Music Awards» победа в номинации «Радиовзлёт».
- Премия «Высшая лига» за песню «Тебе всё можно».
- Номинанты премии « RU.TV» в номинациях: «Лучший старт» (за песню «Никому не отдам») и «Лучшая актёрская роль в клипе» (за клип «Тебе всё можно»)[104].
- На премии Муз-ТВ 2016 группа представлена в номинации «Прорыв года»[105].

2017 год
- Премия «Золотой граммофон» за песню «Неделимы» и «Не отдам».
- Премии «Russian MusicBox» победа в номинации «Группа года».
- Премия «Высшая лига» за песню «Неделимы».
- Премия «VK Music Awards» за песню «Неделимы».
- Премия «Insta Awards» победа в номинации «INSTA дуэт года».
- Альбом «Номер 1» получил статус платинового.
- Номинанты премии «RU.TV» в номинации «Лучшая группа» и «Лучший дуэт» (feat Марсель).

2018 год
- Номинанты премии «ЖАРА Music Awards» в номинации «Альбом года» — «Номер-1», «Дуэт года» (feat Глюк’oZa).
- Номинанты премии «Золотой граммофон» за песню «Номер-1».
- Премия «Top Hit Music Awards» победа в номинации «Лучшая песня» — «Неделимы».
- Номинанты премии «RU.TV» в номинации «Лучшая группа».
- Премия «Муз-ТВ» победа в номинации «Лучшая поп группа».
- Премия «Fashion People Awards» победа в номинации «Группа года».

2019 год
- Премия «RU.TV» победа в номинации «Лучшая группа» и номинанты в категории "Звезда танцпола " за песню «Зачем я тебе?!».
- Премия «Муз-ТВ» победа в номинации «Лучшая поп группа».
- Премия «Золотой граммофон» за песню «Грустный дэнс» (feat Артём Качер)
- Премия «Виктория» за песню «Грустный дэнс» в номинации «Лучшая поп-группа».

2020 год
- Премия «Золотой граммофон» за песню «Девочка, танцуй»
- Премия «Песня года» за песню «Девочка, танцуй»

2021 год
- Премия «Золотой граммофон» за песню «Истеричка»
- Премия «Top Hit Music Awards» в номинации «Лучшая группа»
- Премия RU.TV в номинации «Лучшая группа»
- Премия RU.TV в номинации «Лучшая песня» за композицию «Девочка танцуй»
- Премия «Муз-ТВ» победа в номинации «Лучший альбом»[106]
- Премия «Виктория» за песню «Истеричка» в номинации «Лучшая поп-группа»[107]

2022 год
- Премия «Золотой граммофон» за песню «Гармония»
- Премия «Песня года» за песню «Гармония»

2023 год
- Премия «Золотой граммофон» за песню «Кукла»
- Премия «Песня года» за песню «Кукла»

2024 год
- Премия «Золотой граммофон» за песню «Качели»
- Премия «Жара Music Awards» в номинации «Лучшая группа»

2025 год
- Премия «Золотой граммофон» за песню «Быть счастливой»
- Премия Муз-ТВ 2025

1. Лучшая группа
2. Лучшая коллаборация